# Quds News Network

Logo de QNN

Quds News Network (en árabe: شبكة قدس الإخبارية‎; QNN) es una agencia de noticias palestina independiente.
QNN es popular entre los jóvenes usuarios palestinos de Internet dada su fuerte presencia en las redes sociales. QNN combina informes de noticias de última hora realizados por autónomos y voluntarios con una distribución rápida de contenido de vídeo, a menudo gráficos. Según el Christian Science Monitor, la enorme presencia del sitio en las redes sociales y el intercambio de imágenes del ataque "ha generado acusaciones de los israelíes de que las redes sociales palestinas están ayudando a alimentar un ciclo repetitivo de violencia".
Según el periodista de QNN Ahmed Yousef, "la misión final de Quds News no es sobre negocios o periodismo sino promover la lucha palestina contra Israel".

## Bloqueos
En octubre de 2019, QNN fue uno de los más de 40 sitios web en Cisjordania bloqueados por la Autoridad Palestina como parte de una ofensiva contra las voces de la oposición y las críticas al presidente de la Autoridad Palestina, Mahmud Abás. La medida se hizo ampliamente conocida después de que los palestinos protestaran en las redes sociales y en las calles contra el bloqueo. Esa misma semana, el bloque provocó protestas en la Franja de Gaza, acusando a Fatah de censura.
Posteriormente, Twitter suspendió las cuentas de QNN en noviembre de 2019, como parte de una suspensión más amplia de cuentas por su afiliación con Hamás y Hezbolá. El 26 de enero de 2021, QNN tuiteó que sus cuentas originales de Twitter habían sido restauradas.
En enero de 2021, TikTok prohibió QNN, en lo que TikTok afirmó que era una medida relacionada con el contenido de la cuenta.